# Киргистан на Светском првенству у атлетици на отвореном 2023.
Киргистан је учествовао на 19. Светском првенству у атлетици на отвореном 2023. одржаном у Будимпешти од 19. до 27. августа учествовао шеснаести пут, односно, учествовао је под данашњим именом на свим првенствима од 1993. до данас. Репрезентацију Киргистана представљала су 2 такмичара (1 мушкарац и 1 жена) који се такмичили у 2 дисциплине (1 мушка и 1 женска). , .
На овом првенству такмичари Киргистана нису освојили ниједну медаљу нити су остварили неки резултат.

## Учесници
| Мушкарци: - Тимур Исаков — 100 м | Жене: - Гулшаној Сатарова — Маратон |

## Резултати

### Мушкарци
| Атлетичар    | Дисциплина | Лични рекорд | Предтакмичење | Предтакмичење | Квалификације        | Квалификације        | Полуфинале           | Полуфинале           | Финале               | Финале       | Детаљи |
| Атлетичар    | Дисциплина | Лични рекорд | Резултат      | Место         | Резултат             | Место                | Резултат             | Место                | Резултат             | Место        | Детаљи |
| ------------ | ---------- | ------------ | ------------- | ------------- | -------------------- | -------------------- | -------------------- | -------------------- | -------------------- | ------------ | ------ |
| Тимур Исаков | 100 м      | 11,31        | 11,22 ЛР      | 5. у гр. 1    | Није се квалификовао | Није се квалификовао | Није се квалификовао | Није се квалификовао | Није се квалификовао | 17 / 71 (75) |        |

### Жене
| Атлетичарка       | Дисциплина | Лични рекорд | Квалификације | Квалификације | Полуфинале | Полуфинале | Финале      | Финале       | Детаљи |
| Атлетичарка       | Дисциплина | Лични рекорд | Резултат      | Место         | Резултат   | Место      | Резултат    | Место        | Детаљи |
| ----------------- | ---------- | ------------ | ------------- | ------------- | ---------- | ---------- | ----------- | ------------ | ------ |
| Гулшаној Сатарова | Маратон    | 2:34:50      |               |               |            |            | 2:35:06 ЛРС | 28 / 65 (78) |        |